# Boliscus decipiens
Boliscus decipiens là một loài nhện trong họ Thomisidae.
Loài này thuộc chi Boliscus. Boliscus decipiens được Octavius Pickard-Cambridge miêu tả năm 1899.